# Курдгелашвили, Мамука
Мамука Курдгелашвили (род. 22 ноября 1971, Сагареджо, Кахетия) — грузинский самбист и дзюдоист, победитель первенства мира 1991 года по самбо, серебряный призёр чемпионата Грузии по дзюдо 1996 года, чемпион (1997), серебряный (1994, 2004) и бронзовый (1999) призёр чемпионатов Европы по самбо, чемпион (1997, 1999) и серебряный призёр (1994, 1996) чемпионатов мира по самбо, победитель розыгрыша Кубка мира по самбо 1991 года, призёр международных турниров по дзюдо. Выступал в лёгкой весовой категории (до 62 кг).